# Statin

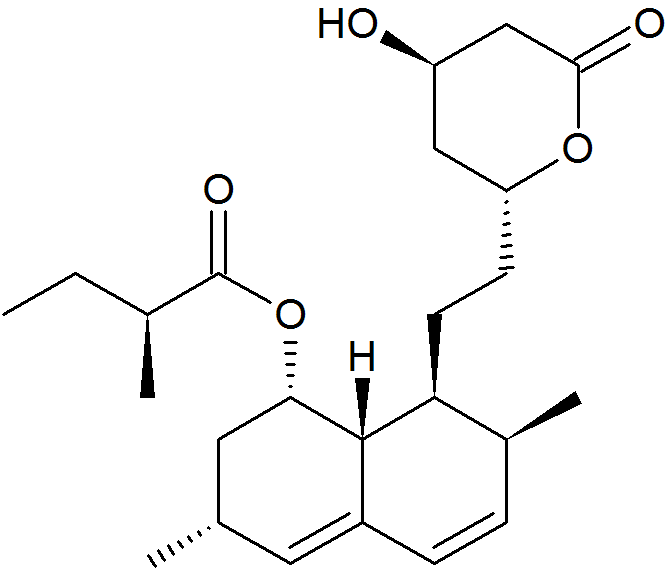
Molekylstruktur av Lovastatin, den första läkemedlet i gruppen statiner som marknadsfördes.

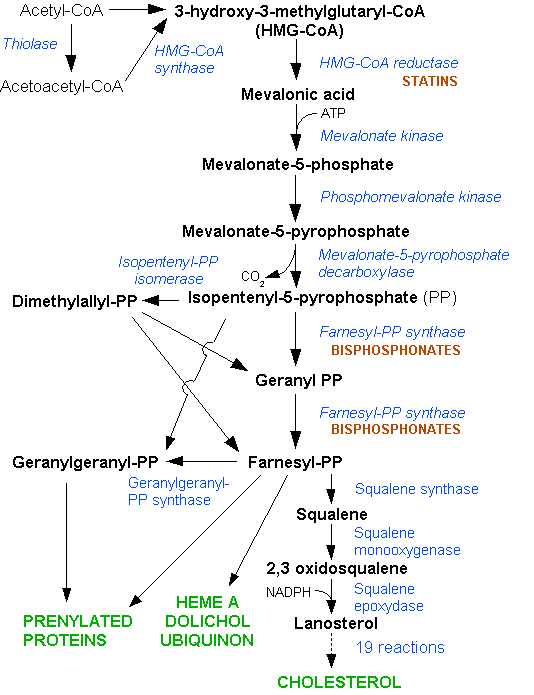
Biokemisk reaktionsväg för HMG-CoA-reduktas.

Statiner, i vetenskaplig litteratur kallade för HMG-CoA-reduktashämmare, är en grupp läkemedel som sänker kolesterolhalten i blodet hos människor som löper risk för hjärt- och kärlsjukdomar. Statiner verkar genom att hämma enzymet HMG-CoA-reduktas, som är det hastighetsbegränsande steget i kroppens nybildning av kolesterol. Hämning av enzymet i lever stimulerar LDL-receptorer. Det resulterar i ökat upptag av LDL-kolesterol från blodet vilket därmed medför att kolesterolnivåerna minskar. Resultat kan mätas redan efter en veckas behandling. Maximal effekt inträder efter fyra till sex veckor.

## Verkningsmekanism
Det mesta kolesterolet i blodet produceras av kroppen, uppskattningsvis 1 g per dag. Drygt hälften av det kolesterol som utsöndras till tunntarmen via gallan tas återigen upp från tarmen. En vanlig västerländsk kost resulterar i ytterligare 200-300 mg per dag utöver det kolesterol som kroppen själv producerar.
Kolesterol är en icke-vattenlöslig organisk molekyl och transporteras därför i blodet av lipoproteiner. Den relativa mängden av lipoproteiner bestäms av flera faktorer, inklusive genetik, diet och insulinresistens. De två lipoproteinerna LDL och VLDL förflyttar kolesterol från levern till perifera vävnader. Förhöjda nivåer av lipoproteiner är förenat med ökad risk för åderförkalkning (ateroskleros).[källa behövs] HDL däremot är ett lipoprotein som förflyttar kolesterol från perifera vävnader tillbaka till levern och är förknippad med en skyddande effekt mot hjärt- och kärlsjukdomar.
Statiner är kompetetiva hämmare av HMG-CoA-reduktas vilket minskar den intracellulära koncentrationen av kolesterol i leverceller (hepatocyter). Leverceller börjar därför bilda fler LDL-receptorer på sin yta vilket leder till ökat upptag av LDL från blodet .

## Biverkningar
Vissa patienter som behandlas med statiner rapporterar muskelvärk, muskelkramper och mindre förekommande mag-tarmbesvär. I mindre utsträckning förekommer muskelinflammationer och muskelsönderfall som i sällsynta fall kan orsaka njursvikt.

## Läkemedel
Inom parentes anges det första handelsnamnet för varje statin.
- Atorvastatin (Lipitor)
- Fluvastatin (Lescol)
- Lovastatin
- Pravastatin (Pravachol)
- Rosuvastatin (Crestor)
- Simvastatin (Zocord)

## Kontroverser
Vissa forskare anser att statiner är överanvända på grund av att användningen breddats till grupper för vilka nyttan är mindre eller där det finns färre belägg för nytta.